# ダロルド・ウィリアムソン
ダロルド・アンドレ・ウィリアムソン（Darold Andre Williamson、1983年2月19日 ‐ ）は、アメリカ合衆国・サンアントニオ出身で短距離走が専門の陸上競技選手。400mで44秒27の自己ベストを持つ。2004年アテネオリンピック男子4×400mリレーの金メダリストである。世界選手権でも2005年ヘルシンキ大会と2007年大阪大会の男子4×400mリレーで金メダルを獲得している。

## 経歴

### 2002年
7月に世界ジュニア選手権（現・世界U20選手権）の男子400mと4×400mリレーに出場すると、400mを45秒37、アメリカチームの2走を務めた4×400mリレーを3分03秒71でそれぞれ制し、大会2冠を達成した。

### 2004年
7月の全米選手権（兼アテネオリンピックアメリカ代表選考会）男子400m決勝で44秒70をマークして4位に入り、4×400mリレーアメリカ代表の座をつかむと、8月のアテネオリンピック男子4×400mリレー決勝でアメリカチーム（オーティス・ハリス、デリク・ブルー、ジェレミー・ウォリナー）のアンカーを務め、2分55秒91をマークしての金メダル獲得に貢献した。

### 2005年
6月の全米学生選手権（NCAA選手権）男子400m準決勝を44秒27の自己ベストで突破すると、決勝を44秒51で制して初優勝を成し遂げた。同月の全米選手権では男子400m決勝で44秒62をマークし、ジェレミー・ウォリナー（44秒20）に次ぐ2位でヘルシンキ世界選手権アメリカ代表の座をつかんだ。8月のヘルシンキ世界選手権には男子400mと4×400mリレーに出場すると、シニアの世界選手権個人種目初出場となった400mは準決勝を45秒65（全体4位）で突破。初出場ながらファイナリストとなったが、決勝では45秒12と記録を縮めるも7位に終わった。4×400mリレーでは予選でアメリカチーム（マイルズ・スミス、デリク・ブルー、ラショーン・メリット、ウィリアムソン）のアンカーを務め、3分00秒48をマークしての決勝進出に貢献すると、決勝では3走（アンドリュー・ロック、デリク・ブルー、ウィリアムソン、ジェレミー・ウォリナー）を務め、2分56秒91をマークしての金メダル獲得に貢献した。

### 2007年
9月の大阪世界選手権男子4×400mリレー決勝で3走（ラショーン・メリット、アンジェロ・テイラー、ウィリアムソン、ジェレミー・ウォリナー）を務め、2分55秒56をマークしての金メダル獲得に貢献した。

## 自己ベスト
| 種目 | 記録   | 年月日        | 場所             | 備考 |
| 屋外 | 屋外   | 屋外          | 屋外             | 屋外 |
| ---- | ------ | ------------- | ---------------- | ---- |
| 200m | 20秒91 | 2001年5月12日 | オースティン     |      |
| 300m | 32秒42 | 2006年8月8日  | ユージーン       |      |
| 400m | 44秒27 | 2005年6月10日 | サクラメント     |      |
| 室内 |        |               |                  |      |
| 400m | 45秒89 | 2004年3月13日 | フェイエットビル |      |

## 主要大会成績
| 年   | 大会                | 場所         | 種目    | 結果 | 記録            | 備考 |
| ---- | ------------------- | ------------ | ------- | ---- | --------------- | ---- |
| 2002 | 世界ジュニア選手権  | キングストン | 400m    | 優勝 | 45秒37          |      |
| 2002 | 世界ジュニア選手権  | キングストン | 4x400mR | 優勝 | 3分03秒71 (2走) |      |
| 2004 | オリンピック        | アテネ       | 4x400mR | 優勝 | 2分55秒91 (4走) |      |
| 2005 | 世界選手権          | ヘルシンキ   | 400m    | 7位  | 45秒12          |      |
| 2005 | 世界選手権          | ヘルシンキ   | 4x400mR | 優勝 | 2分56秒91 (3走) |      |
| 2006 | ワールドカップ (en) | アテネ       | 4x400mR | 優勝 | 3分00秒11 (4走) |      |
| 2007 | 世界選手権          | 大阪         | 4x400mR | 優勝 | 2分55秒56 (3走) |      |